# دراغو ماميتش
دراغو ماميتش مواليد 9 فبراير 1954 في فاليفو، جمهورية يوغوسلافيا الاشتراكية الاتحادية، هو لاعب كرة قدم كرواتي سابق كان يلعب كلاعب وسط.

## المسيرة الاحترافية

### أندية لعب لها
- لخ بوزنان

## روابط خارجية
- دراغو ماميتش على موقع قاعدة بيانات كرة القدم.إي يو (الإنجليزية)
- دراغو ماميتش على موقع Soccerway.com (الإنجليزية)